# Duitsland op de Olympische Zomerspelen 1908
Duitsland nam deel aan de Olympische Zomerspelen 1908 in Londen, Engeland.

## Medailleoverzicht
| Sport          | Olympiër                                             | Discipline               | Medaille |
| -------------- | ---------------------------------------------------- | ------------------------ | -------- |
| Kunstrijden    | Heinrich Burger Anna Hübler                          | paren                    | Goud     |
| Schoonspringen | Albert Zürner                                        | 3m plank (m)             | Goud     |
| Zwemmen        | Arno Bieberstein                                     | 100m rugslag (m)         | Goud     |
| Atletiek       | Hanns Braun Hans Eicke Arthur Hoffmann Otto Trieloff | 4x400m (m)               | Zilver   |
| Kunstrijden    | Elsa Rendschmidt                                     | vrouwen                  | Zilver   |
| Schoonspringen | Kurt Behrens                                         | 3m plank (m)             | Zilver   |
| Tennis         | Otto Froitzheim                                      | enkelspel (m)            | Zilver   |
| Wielersport    | Max Götze Rudolf Katzer Hermann Martens Karl Neumer  | ploegenachtervolging (m) | Zilver   |
| Atletiek       | Hanns Braun                                          | 800m (m)                 | Brons    |
| Roeien         | Bernhard von Gaza                                    | skiff (m)                | Brons    |
| Roeien         | Willy Düskow Martin Stahnke                          | twee-zonder (m)          | Brons    |
| Schoonspringen | Gottlob Walz                                         | 3m plank (m)             | Brons    |
| Wielersport    | Karl Neumer                                          | 660 yard (m)             | Brons    |

## Resultaten per onderdeel

### Atletiek
| Olympiër                                             | Discipline                  | Resultaat | Prestatie                                     |
| ---------------------------------------------------- | --------------------------- | --------- | --------------------------------------------- |
| Karl Bechler                                         | 100m (m)                    | series    | serie 17: 2de in 11,4                         |
| Hans Eicke                                           | 100m (m)                    | series    | serie 7: 3de in 13,6                          |
| Paul Fischer                                         | 100m (m)                    | DNF       | serie 10: niet gefinisht                      |
| Arthur Hoffmann                                      | 100m (m)                    | series    | serie 3: 3de in 13,4                          |
| Willy Kohlmey                                        | 100m (m)                    | series    | serie 15: 3de in 12,0                         |
| Heinrich Rehder                                      | 100m (m)                    | series    | serie 8: 3de in 11,8                          |
| Hermann von Bonninghausen                            | 100m (m)                    | series    | serie 14: 5de in 12,0                         |
| Arthur Hoffmann                                      | 200m (m)                    | series    | serie 13: 2de in 23,5                         |
| Otto Trieloff                                        | 400m (m)                    | series    | serie 14: 2de in 50,9                         |
| Hanns Braun                                          | 800m (m)                    | Brons     | serie 7: 1ste in 1.58,0 finale: 3de in 1.55,2 |
| Andreas Breynck                                      | 800m (m)                    | series    | serie 6: 2de in 2.06,0                        |
| Oskar Quarg                                          | 800m (m)                    | series    | serie 5: 4de in 2.10,0                        |
| Hanns Braun                                          | 1500m (m)                   | series    | serie 8: 3de in 4.18,2                        |
| Andreas Breynck                                      | 1500m (m)                   | series    | serie 6: 2de in 4.30,0                        |
| Arno Hesse                                           | 1500m (m)                   | series    | serie 2: 7de                                  |
| Paul Nettelbeck                                      | 5 mijl (m)                  | series    | serie 3: 5de in 28.31,6                       |
| Arthur Hoffmann Hans Eicke Otto Trieloff Hanns Braun | olympische estafette (m)    | Zilver    | serie 2: 1ste in 3.43,2 finale: 2de in 3.32,4 |
| Hermann Müller                                       | marathon (m)                | DNS       | niet gestart                                  |
| Paul Nettelbeck                                      | marathon (m)                | DNS       | niet gestart                                  |
| Fritz Reiser                                         | marathon (m)                | DNF       | niet gefinisht                                |
| Paul Gunia                                           | 3500m snelwandelen (m)      | 12e       | serie 1: 4de in 16.38,0                       |
| Richard Wilhelm                                      | 3500m snelwandelen (m)      | 15e       | serie 3: 6de in 17.33,8                       |
| Paul Gunia                                           | 10 mijl snelwandelen (m)    | 13e       | serie 1: 7de in 1:26.09,4                     |
| Arthur Hoffmann                                      | verspringen (m)             | 15e       | 6,50m                                         |
| Ludwig Uettwiller                                    | verspringen (m)             | 21-32e    | 6,05m                                         |
| Hermann von Bönninghausen                            | verspringen (m)             | 21-32e    |                                               |
| Albert Weinstein                                     | verspringen (m)             | 6e        | 6,77m                                         |
| Arthur Mallwitz                                      | staand verspringen (m)      | 8-25e     |                                               |
| Arthur Mallwitz                                      | staand hoogspringen (m)     | 8e        | 1,42m                                         |
| Ludwig Uettwiller                                    | staand hoogspringen (m)     | 17e       | 1,32m                                         |
| Ludwig Uettwiller                                    | discuswerpen (m)            | 12-42e    |                                               |
| Emil Welz                                            | discuswerpen (m)            | 11e       | 37,02m                                        |
| Karl Bechler                                         | speerwerpen (m)             | 8-16e     |                                               |
| Ludwig Uettwiller                                    | speerwerpen vrije stijl (m) | 10-33e    |                                               |
| Emil Welz                                            | speerwerpen vrije stijl (m) | 10-33e    |                                               |
| Ludwig Uettwiller                                    | kogelslingeren (m)          | 10-19e    |                                               |

### Hockey
| Olympiër | Discipline | Resultaat | Prestatie                                                                |
| --- | ---------- | --------- | ------------------------------------------------------------------------ |
| Alfons Brehm Elard Dauelsberg Franz Diederichsen Carl Ebert Jules Fehr Mauricio Galvao Raulino Galvao Fritz Möding Friedrich Rahe Albert Studemann Friedrich Uhl | mannen     | 5e        | 1ste ronde: V van Groot-Brittannië: 0-4 5-6de plek: W van Frankrijk: 1-0 |

### Kunstrijden
| Olympiër                    | Discipline | Resultaat | Prestatie   |
| --------------------------- | ---------- | --------- | ----------- |
| Elsa Rendschmidt            | vrouwen    | Zilver    | 211 punten  |
| Anna Hübler Heinrich Burger | paren      | Goud      | 11,2 punten |

### Roeien
| Olympiër                    | Discipline      | Resultaat | Prestatie |
| --------------------------- | --------------- | --------- | --- |
| Bernhard von Gaza           | skiff (m)       | Brons     | 1ste ronde: W van Hongarije Ernő Killer: 9.35,0 kwartfinale 1: W van CAN Scholes: 9.47,0 halve finale 2: V van GBR Blackstaffe: niet gefinisht |
| Martin Stahnke Willy Düskow | twee-zonder (m) | Brons     | halve finale 2: V van GBR Fairbairn/Verdon |

### Schermen
| Olympiër                                                           | Discipline     | Resultaat  | Prestatie                                                                   |
| ------------------------------------------------------------------ | -------------- | ---------- | --------------------------------------------------------------------------- |
| Johannes Adam                                                      | degen (m)      | 1ste ronde | groep C: 4de met 1 overwinning                                              |
| Jakob Erckrath de Bary                                             | degen (m)      | 1ste ronde | groep H: 5de met 4 overwinningen                                            |
| Fritz Jack                                                         | degen (m)      | 1ste ronde | groep B: 6de met 2 overwinningen                                            |
| Robert Krünert                                                     | degen (m)      | 1ste ronde | groep E: 7de met 2 overwinningen                                            |
| Julius Lichtenfels                                                 | degen (m)      | 1ste ronde | groep M: 4de met 2 overwinningen                                            |
| Ernst Moldenhauer                                                  | degen (m)      | 1ste ronde | groep J: 4de met 1 overwinning                                              |
| Albert Naumann                                                     | degen (m)      | 1ste ronde | groep F: 5de met 1 overwinning                                              |
| August Petri                                                       | degen (m)      | 1ste ronde | groep I: 6de met 2 overwinningen                                            |
| Emil Schön                                                         | degen (m)      | 1ste ronde | groep G: 3de met 4 overwinningen                                            |
| Georg Stöhr                                                        | degen (m)      | 1ste ronde | groep A: 6de met 2 overwinningen                                            |
| Jakob Erckrath de Bary Julius Lichtenfels August Petri Georg Stöhr | degen team (m) | 6e         | 1ste ronde: V van Groot-Brittannië: 5-13                                    |
| Johannes Adam                                                      | sabel (m)      | 1ste ronde | groep B: 5de met 1 overwinning                                              |
| Jakob Erckrath de Bary                                             | sabel (m)      | 1ste ronde | groep G: 5de met 1 overwinning                                              |
| Fritz Jack                                                         | sabel (m)      | 2de ronde  | groep C: 2de met 3 overwinningen 2de ronde groep 2: 5de met 1 overwinning   |
| Robert Krünert                                                     | sabel (m)      | 1ste ronde | groep H: 4de met 2 overwinningen                                            |
| Julius Lichtenfels                                                 | sabel (m)      | 1ste ronde | groep D: 2de met 2 overwinningen                                            |
| Ernst Moldenhauer                                                  | sabel (m)      | 1ste ronde | groep K: 5de met 1 overwinning                                              |
| Albert Naumann                                                     | sabel (m)      | 1ste ronde | groep L: 6de met 0 overwinningen                                            |
| August Petri                                                       | sabel (m)      | 2de ronde  | groep F: 3de met 2 overwinningen 2de ronde groep 7: 2de met 2 overwinningen |
| Emil Schön                                                         | sabel (m)      | 2de ronde  | groep M: 2de met 4 overwinningen 2de ronde groep 5: 4de met 1 overwinning   |
| Georg Stöhr                                                        | sabel (m)      | 1ste ronde | groep J: 6de met 2 overwinningen                                            |
| Jakob Erckrath de Bary Fritz Jack Robert Krünert / August Petri    | sabel team (m) | 4e         | 1ste ronde: W van Hongarije: 9-0 herkansingen: V van Italië: 4-10           |

### Schietsport
| Olympiër                  | Discipline                | Resultaat | Prestatie |
| ------------------------- | ------------------------- | --------- | --------- |
| Ernst Wagner-Hohenlobbese | 1000 yard vrij geweer (m) | 49e       | 12 punten |

### Schoonspringen
| Olympiër          | Discipline    | Resultaat | Prestatie                                                                                      |
| ----------------- | ------------- | --------- | ---------------------------------------------------------------------------------------------- |
| Kurt Behrens      | 3m plank (m)  | Zilver    | groep 3: 1ste met 83,6 punten halve finale 1: 1ste met 83,0 punten finale: 2de met 85,3 punten |
| Heinz Freyschmidt | 3m plank (m)  | 8e        | groep 1: 2de met 78,1 punten halve finale 1: 4de met 79,3 punten                               |
| Fritz Nicolai     | 3m plank (m)  | 8e        | groep 4: 2de met 67,1 punten halve finale 2: 3de met 81,8 punten                               |
| Gottlob Walz      | 3m plank (m)  | Brons     | groep 5: 1ste met 81,3 punten halve finale 1: 2de met 80,3 punten finale: 3de met 80,8 punten  |
| Albert Zürner     | 3m plank (m)  | Goud      | groep 2: 1ste met 83,6 punten halve finale 1: 2de met 80,3 punten finale: 1ste met 85,5 punten |
| Heinz Freyschmidt | 10m toren (m) | 10e       | groep 3: 2de met 67,3 punten halve finale 2: 5de met 48,8 punten                               |
| Fritz Nicolai     | 10m toren (m) | 22e       | groep 5: 5de met 54,5 punten                                                                   |

### Turnen
| Olympiër            | Discipline               | Resultaat | Prestatie    |
| ------------------- | ------------------------ | --------- | ------------ |
| Karl Borchert       | meerkamp individueel (m) | 12e       | 246 punten   |
| August Ehrlich      | meerkamp individueel (m) | onbekend  |              |
| Paul Fischer        | meerkamp individueel (m) | onbekend  |              |
| Georg Karth         | meerkamp individueel (m) | onbekend  |              |
| Wilhelm Kaufmann    | meerkamp individueel (m) | onbekend  |              |
| Carl Körting        | meerkamp individueel (m) | onbekend  |              |
| Josef Krämer        | meerkamp individueel (m) | onbekend  |              |
| Heinrich Siebenhaar | meerkamp individueel (m) | onbekend  |              |
| Curt Steuernagel    | meerkamp individueel (m) | 4e        | 273,5 punten |
| Wilhelm Weber       | meerkamp individueel (m) | onbekend  |              |
| Friedrich Wolf      | meerkamp individueel (m) | 5e        | 267 punten   |

### Tennis
| Olympiër                            | Discipline            | Resultaat | Prestatie |
| ----------------------------------- | --------------------- | --------- | --- |
| Otto Froitzheim                     | enkelspel outdoor (m) | Zilver    | 1ste ronde: W van GBR Powell: 6-3, 6-1, 6-4 2de ronde: W van GER Kreuzer: 6-2, 6-3, 6-3 3de ronde: W van GBR Parke: 6-4, 11-9, 6-4 kwartfinale: W van GBR Caridia: 6-4, 6-1, 5-7, 6-1 halve finale: W van RSA Richardson: 2-6, 6-1, 6-4, 6-4 finale: V van GBR Ritchie: 5-7, 3-6, 4-6 |
| Oscar Kreuzer                       | enkelspel outdoor (m) | 17e       | 1ste ronde: W van AUT Pipes: 6-3, 6-1, 6-4 2de ronde: V van GER Froitzheim: 2-6, 3-6, 3-6 |
| Friedrich Rahe                      | enkelspel outdoor (m) | 33e       | 1ste ronde: V van GBR Dixon: 2-6, 5-7, 4-6 |
| Heinrich Schomburgk                 | enkelspel outdoor (m) | 17e       | 1ste ronde: vrij 2de ronde: V van FRA Germot: 5-7, 4-6, 2-6 |
| Fritz von Bissing                   | enkelspel outdoor (m) | e         | 1ste ronde: W van GBR Greene:walk-over 2de ronde: W van AUT Zborzil: 6-1, 6-4, 6-4 3de ronde: V van GBR Eaves: 6-8, 5-7, 5-7 |
| Otto Froitzheim Heinrich Schomburgk | dubbel outdoor (m)    | 9e        | 1ste ronde: W van GER Kreuzer/Rahe: 6-1, 6-3, 6-3 2de ronde: V van RSA Gauntlett/Kitson: 6-3, 2-5, 5-7, 3-6 |
| Oscar Kreuzer Friedrich Rahe        | dubbel outdoor (m)    | 17e       | 1ste ronde: V van GER Froitzheim/Schomburgk: 1-6, 3-6, 3-6 |

### Wielersport
| Olympiër                                            | Discipline               | Resultaat    | Prestatie                                                         |
| --------------------------------------------------- | ------------------------ | ------------ | ----------------------------------------------------------------- |
| Bruno Götze                                         | sprint (m)               | series       | serie 12: 3de                                                     |
| Hermann Martens                                     | sprint (m)               | DNF          | serie 6: niet gefinisht                                           |
| Karl Neumer                                         | sprint (m)               | halve finale | serie 7: 1ste in 1.33,2 halve finale 1: 2de                       |
| Paul Schulze                                        | sprint (m)               | series       | serie 4: 3de                                                      |
| Alwin Boldt Hermann Martens                         | tandem (m)               | series       | serie 1: 2de                                                      |
| Max Götze / Otto Götze                              | tandem (m)               | halve finale | serie 3: 1ste in 2.55,6 halve finale 1: 3de                       |
| Max Götze Rudolf Katzer Hermann Martens Karl Neumer | ploegenachtervolging (m) | Zilver       | serie 1: 2de                                                      |
| Bruno Götze                                         | 660 yards (m)            | series       | serie 10: 3de                                                     |
| Richard Katzer                                      | 660 yards (m)            | series       | serie 2: 2de                                                      |
| Hermann Martens                                     | 660 yards (m)            | series       | serie 7: 2de                                                      |
| Karl Neumer                                         | 660 yards (m)            | Brons        | serie 11: 1ste in 54,2 halve finale 4: 1ste in 1.05,6 finale: 3de |
| Paul Schulze                                        | 660 yards (m)            | series       | serie 13: 3de                                                     |
| Bruno Götze                                         | 5000m (m)                | series       | serie 3: 4de                                                      |
| Max Götze                                           | 5000m (m)                | series       | serie 5: 4-9de                                                    |
| Richard Katzer                                      | 5000m (m)                | series       | serie 7: 4-7de                                                    |
| Hermann Martens                                     | 5000m (m)                | series       | serie 3: 2de                                                      |
| Karl Neumer                                         | 5000m (m)                | series       | serie 5: 2de                                                      |
| Alwin Boldt                                         | 20km (m)                 | series       | serie 4: 6-7de                                                    |
| Richard Katzer                                      | 20km (m)                 | series       | serie 1: 7-8ste                                                   |
| Hermann Martens                                     | 20km (m)                 | series       | serie 1: 2de in 33.21,2                                           |
| Paul Schulze                                        | 20km (m)                 | series       | serie 2: 7-9de                                                    |
| Max Triebsch                                        | 20km (m)                 | series       | serie 2: 5de                                                      |
| Alwin Boldt                                         | 100km (m)                | series       | serie 1: 7-14de                                                   |
| Bruno Götze                                         | 100km (m)                | DNF          | serie 1: niet gefinisht                                           |
| Richard Katzer                                      | 100km (m)                | DNF          | serie 1: niet gefinisht                                           |
| Hermann Martens                                     | 100km (m)                | DNF          | serie 1: niet gefinisht                                           |
| Paul Schulze                                        | 100km (m)                | DNF          | serie 1: niet gefinisht                                           |
| Max Triebsch                                        | 100km (m)                | DNF          | serie 1: niet gefinisht                                           |

### Worstelen
| Olympiër          | Discipline     | Resultaat      | Prestatie                    |
| Grieks-Romeins    | Grieks-Romeins | Grieks-Romeins | Grieks-Romeins               |
| ----------------- | -------------- | -------------- | ---------------------------- |
| Wilhelm Grundmann | -73kg (m)      | 17e            | 1ste ronde: V van NED Belmer |

### Zwemmen
| Olympiër         | Discipline          | Resultaat    | Prestatie                                                                               |
| ---------------- | ------------------- | ------------ | --------------------------------------------------------------------------------------- |
| Gustav Aurisch   | 100m rugslag (m)    | 4e           | serie 7: 1ste in 1.27,4 halve finale 2: 1ste in 1.28,2 finale: 4de                      |
| Arno Bieberstein | 100m rugslag (m)    | Goud         | serie 1: 1ste in 1.25,6 (OR) halve finale 1: 1ste in 1.25,6 finale: 1ste in 1.24,6 (WR) |
| Max Ritter       | 100m rugslag (m)    | halve finale | serie 2: 1ste in 1.33,4 halve finale 1: 3de                                             |
| Richard Rösler   | 200m schoolslag (m) | drtird       | serie 1: 2de in 3.18,0                                                                  |
| Erich Seidel     | 200m schoolslag (m) | halve finale | serie 3: 1ste in 3.17,2 halve finale 1: 3de                                             |

Argentinië · Australazië · België · Bohemen · Canada · Denemarken · Duitsland · Finland · Frankrijk · Griekenland · Groot-Brittannië · Hongarije · Italië · Nederland · Noorwegen · Oostenrijk · Rusland · Turkije · Verenigde Staten · Zuid-Afrika · Zweden · Zwitserland